# Bandera de Sestao
La Bandera de Sestao es el premio de una regata que se celebra desde 1985, organizada conjuntamente entre Iberia y Kaiku.

## Palmarés
| Edición | Año  | Ganador          | Segundo      | Tercero        |
| I       | 1985 | Zumaya           | Orio         | Santurce       |
| II      | 1986 | Zumaya           | Kaiku        | Zierbena       |
| III     | 1987 | San Juan         | Orio         | Mundaca        |
| IV      | 1988 | San Pedro        | Ciérvana     | Zumaya         |
| V       | 1989 | Zumaya           | Santurce     | Hondarribia    |
| VI      | 1990 | San Juan         | Hondarribia  | Ciérvana       |
| VII     | 1991 | Arraun Lagunak   | Santurce     | Kaiku          |
| VIII    | 1994 | San Pedro        | Hondarribia  | Arraun Lagunak |
| IX      | 1995 | Santurtzi        | Koxtape      | San Pedro      |
| X       | 1996 | Koxtape          | Raspas       | Orio           |
| XI      | 1997 | Koxtape          | San Pedro    | Hondarribia    |
| XII     | 2001 | Elanchove-Arkote | C. Santander | Santurtzi      |
| XIII    | 2006 | Kaiku            | Colindres    | Ur-Kirolak     |
| XIV     | 2007 | Getaria          | Koxtape      | Isuntza        |
| XV      | 2008 | Kaiku            | Camargo      | Isuntza        |
| XVI     | 2016 | Arkote           | Oiartzun     | Hibaika        |
| XVII    | 2017 | Orio             | Tirán        | Urdaibai       |
| XVIII   | 2018 | Urdaibai         | Zierbena     | Hondarribia    |
| XIX     | 2019 | Santurtzi        | Zierbena     | Orio           |
| XX      | 2020 | Hondarribia      | Donostiarra  | Ondarroa       |
| XXI     | 2021 | Pedreña          | Kaiku        | Getaria        |
| XXII    | 2022 | Hondarribia      | Urdaibai     | Donostiarra    |
| XXIII   | 2023 | Urdaibai         | Zierbena     | Hondarribia    |
| XXIV    | 2024 | Urdaibai         | Zierbena     | Hondarribia    |
| XXV     | 2025 | Orio             | Zierbena     | Urdaibai       |

### Palmarés
| Victorias | Club           | Año                 |
| --------- | -------------- | ------------------- |
| 4         | San Juan       | 1987,1990,1996,1997 |
| 3         | Urdaibai       | 2018,2023,2024      |
| 3         | Zumaia         | 1985,1986,1989      |
| 2         | San Pedro      | 1988,1994           |
| 2         | Santurtzi      | 1995,2019           |
| 2         | Kaiku          | 2006,2008           |
| 2         | Orio           | 2017,2025           |
| 2         | Hondarribia    | 2020,2022           |
| 2         | Arkote         | 2001,2016           |
| 1         | Arraun Lagunak | 1991                |
| 1         | Pedreña        | 2021                |

- Datos: Q3039051